# Europa anders
Europa anders (ANDERS) war ein im Vorfeld der Europawahl 2014 gegründetes politisches Bündnis in Österreich. Es bestand aus der Kommunistischen Partei Österreichs, der Piratenpartei, der Partei Wandel und Unabhängigen, wie Martin Ehrenhauser. Bei der Europawahl 2014 erreichte das Bündnis 2,1 % der Stimmen in Österreich und verfehlte damit den Einzug ins Europaparlament.

## Gründungskonvent und Fortbestand nach der EU-Wahl
Am 1. März 2014 fand der offizielle Gründungskonvent in Wien statt, bei dem Martin Ehrenhauser als Spitzenkandidat für die Europawahl 2014 gewählt wurde.
Eine parteiinterne Initiative der Piratenpartei hat ihre Bundesgeschäftsführung im August 2014 beauftragt, das Wahlbündnis aufzulösen. Die Piraten begründeten diesen Schritt u. a. damit, das Wahlergebnis sei „ein deutliches Zeichen gegen weitere Kooperationen dieser Art“ gewesen. Über den Fortbestand des Wahlbündnisses durch die anderen Partner sind bisher keine offiziellen Verlautbarungen bekannt geworden.

## Kandidaten EU-Wahl 2014
Die beiden Spitzenkandidatenplätze für die Wahl zum Europäischen Parlament 2014 wurden für Parteiunabhängige reserviert und gingen beim Gründungskonvent an Martin Ehrenhauser und Ulli Fuchs. Die restliche Liste wurde abwechselnd von den Kandidaten der KPÖ, Piratenpartei und dem Wandel aufgefüllt. Die Spitzenkandidaten der Parteien waren:
- KPÖ: Waltraud Fritz
- Piratenpartei: Lukas Daniel Klausner
- Wandel: Fayad Mulla

## Programm

### Kernpunkte
Die Kernpunkte wurden schon im Kooperationsvertrag der drei Parteien beschlossen. Diese sind:
- Innovative Demokratie, Partizipation und mündige Gesellschaft
- Netzfreiheit, Datenschutz und offenes Wissen
- Chancengleichheit, Verteilungsgerechtigkeit und Sicherung des Sozialstaats
- Nachhaltiges Wirtschaften und Zukunft der Arbeit
- Aktive Friedenspolitik und Solidarität

### Allgemeines Programm
Das Wahlprogramm beschreibt ausgehend von vier Kernfragen auf acht Seiten eine „andere EU“. Zu jeder Frage gibt es eine weitere Präambel und konkrete Forderungen:
- Wer hat das Sagen?
  - Initiativrecht für das Europäische Parlament und Abschaffung des Rates
  - Ablehnung von intransparent und undemokratisch beschlossenen Abkommen wie TTIP oder den ESM
  - Volle finanzielle Transparenz
- Wer profitiert von der digitalen Revolution?
  - Grundrecht auf Breitbandzugang zum offenen und freien Internet
  - Verbot einer Totalüberwachung
  - Freier Zugang zu Wissen und Forschung
- Wem dient die Wirtschaft?
  - Progressive und gleiche Besteuerung von Lohn-, Unternehmens- und Kapitaleinkommen
  - Europaweite Finanztransaktionssteuer
  - Verbot von Bankenrettungen auf Kosten der Gesellschaft und Stopp von Privatisierungen kommunalen und öffentlichen Eigentums
- Wie viele Leben kostet unser Frieden?
  - EU-weite Abrüstung
  - Auflösung der EU-Battle-Groups
  - Volle Einhaltung der Genfer Flüchtlingskonvention und menschenwürdige Versorgung von Flüchtlingen

Es wurde bis zum 22. Februar 2014 in einem offenen Prozess entwickelt. Umgesetzt wurde das über eine Website, auf der der Programmentwurf von allen mitgestaltet werden konnte.

## Volksbegehren
Anlässlich des Protestcamps am Ballhausplatz zum Hypo-Haftungsboykott wurde ein Volksbegehren zur Abhaltung einer Volksabstimmung über Haftungen des Staates von Banken initiiert.